# Grdina (priimek)
Grdina je priimek v Sloveniji, ki ga je po podatkih Statističnega urada Republike Slovenije na dan 1. januarja 2010 uporabljalo 107 oseb in je med vsemi priimki po pogostosti uporabe uvrščen na 4.123. mesto.

## Znani nosilci priimka
- Igor Grdina (*1965), zgodovinar, literarni zgodovinar, libretist, univ. prof. itd.
- Ladislav Grdina (1934—2007), strojnik, gospodarstvenik in lokalni politik
- Jože Grdina (1892—1974), slovensko-ameriški pisatelj in izseljenski delavec